# Gunung Mulyo
Gunung Mulyo is een bestuurslaag in het regentschap Lampung Timur van de provincie Lampung, Indonesië. Gunung Mulyo telt 787 inwoners (volkstelling 2010).